# Brodek u Konice
Brodek u Konice (niem. Deutsch Brodek) – gmina w Czechach, w powiecie Prościejów, w kraju ołomunieckim. Według danych z dnia 1 stycznia 2012 liczyła 921 mieszkańców.
Składa się z dwóch części:
- Brodek u Konice
- Lhota u Konice